# 田矢信二
田矢 信二（たや しんじ）は、日本のコンビニ研究家。

## 人物
大阪府出身。近畿大学を卒業。
セブン-イレブンとローソンでの現場を本部社員として経験。その後、経験を活かして、企業講演・セミナーなどにも呼ばれる。
独自の情報をブログで発信。テレビ・ラジオなどメディア出演。

## 趣味
- サンボ日本代表、世界大会出場 （第35回 2009年7月[2]）

## 著書
- 『セブン- イレブン流98%のアルバイトが商売人に変わるノート』(TWJ books) 2014年7月11日 ISBN 9784862561411
- 『ローソン流 アルバイトが商売人に育つ勉強会』(TWJ books) 2016年4月21日 ISBN 9784862561695
- 『セブン-イレブンで働くとどうして「売れる人」になれるんですか?』 (TWJ books)  2017年10月25日 ISBN 9784862562166

## メディア出演
- NHK「あさイチ」 - 2018年1月31日「やっぱり便利？　24時間営業」[3]
- TOKYO FM「高橋みなみのこれから何する?」 - 2017年2月21日　「すごく気になるコンビニの秘密」[4]
- スカパー!「モノクラ〜ベ」 - シーズン3、シーズン7、シーズン8[5]
- テレビ朝日 正月特番「志村&所の戦うお正月2018」-2018年1月1日
- 日本テレビ「ヒルナンデス!」-2017年11月21日「コンビニ中華まん&おでんの最新トレンド」スタジオ生出演[6]
- TBSラジオ「久米宏のラジオなんですけど」-2017年11月4日「コンビニと私」
- TBSラジオ「荒川強啓 デイ・キャッチ!」-2017年5月5日スタジオ生出演
- 関西テレビ「よ～いドン サタデー」-2017年3月25日 コンビニ編　スタジオ＆ロケで出演
- テレビ東京「よじごじDays」-2017年5月8日「コンビニ活用術」[7]
- AbemaTV「AbemaPrime」-2017年5月26日「『カールショック』について」
- フジテレビ 「ユアタイム」-2017年5月26日「『カールショック』について」
- フジテレビ 「めざましテレビ」-2017年5月29日「『カールショック』について」
- フジテレビ「直撃LIVE グッディ!」-2017年6月21日
- 東海テレビ「スタイルプラス」-2017年7月9日 コンビニ各社の解説でVTR出演[8]
- テレビ愛知「データで解析!サンデージャーナル」-2016年12月11日「愛知を制すれば全国を制す！？激戦“コンビニ”3つのギモン！」スタジオ出演[9]
- フジテレビ 「みんなのニュース」-2016年9月13日「ローカルコンビニ」、2016年11月25日「ローカルコンビニ第三弾」[10]
- AbemaTV「SUGGEEE!!ディープな日本人!! #02」-2016年10月24日[11]
- ABCテレビ「おはよう朝日土曜日です」-2015年4月11日特集「進化するコンビニ・サービス」スタジオ生出演
- MBSラジオ「福島のぶひろの、金曜でいいんじゃない?」- 2021年10月15日から「あゝコンビニ総研」（月1回放送のコーナー）にレギュラー出演